# Этыр (музей)
Архитектурно-этнографический комплекс «Этыр» — музей под открытым небом в г. Габрово (Болгария).
Музей представляет болгарские быт, культуру и ремесла XVIII—XIX вв. Данный комплекс является первым такого рода музеем в стране. Его открытие состоялось 7 сентября 1964 г.
В Этыре находится единственное в Болгарии собрание механизмов (10 объектов) приводимых в действие водой и является одной из наиболее богатых и хорошо организованных технических коллекций открытых музеев Европы. Благодаря этому именно водяное колесо стало символом комплекса. Главная особенность собрания состоит в том, что сохранен аутентичный принцип действия и устройство механизмов.

## История музея
Создание музея началось в 1963 г. под руководством Лазара Донкова (он же автор идеи и проекта). Сперва была отреставрирована существовавшая водяная мельница, а позже были сооружены и другие объекты. Пополнение музея осуществлялось тремя основными путями: реставрацией существующих на месте объектов, перенос оригинальных сооружений и копировании оригинальных сооружений. Музейный комплекс официально был открыт 7 сентября 1964 г., через 3 года был объявлен национальным (народным) парком. В 1971 году получил статус памятника культуры.

## Ремесла
Интересной особенностью комплекса является то, что посетители могут не только собственными глазами увидеть процесс производства того или иного изделия, но и принять непосредственное участие в создании продукции — испечь булочки, слепить горшок или попробовать своё мастерство у ткацкого станка. Таким образом можно ознакомиться со следующими ремёслами:
- Ремесло по обработке меди
- Гончарная мастерская
- Мастерская для резьбы по дереву

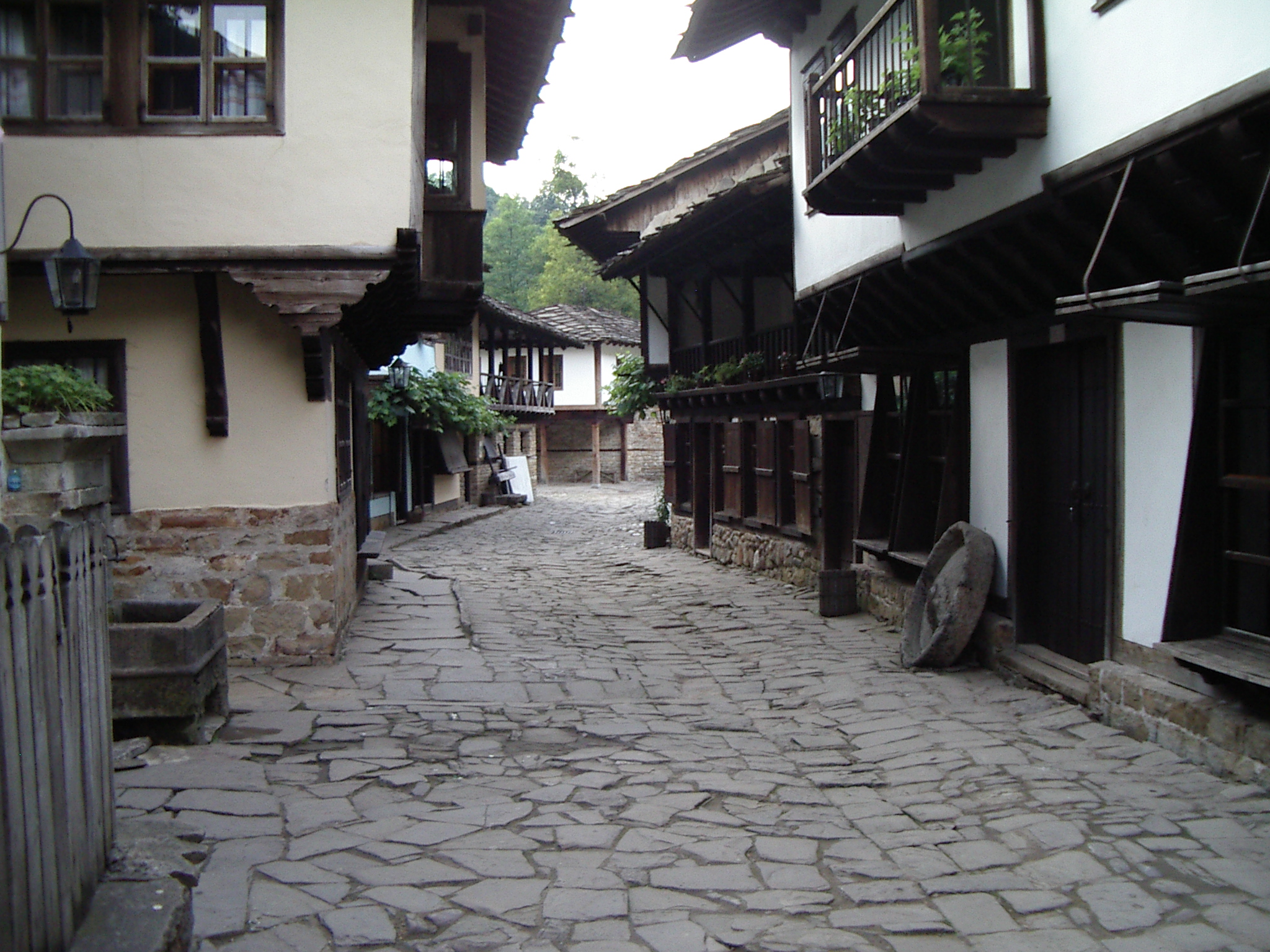
Улица в «Этыре»

- Мастерская для изготовления образа святых
- Тележно-слесарное дело
- Скорняжная мастерская
- Ювелирная мастерская
- Мутафчийская мастерская
- Мастерская для изготовления музыкальных инструментов
- Кузнецко-ножевая мастерская
- Шорная мастерская
- Ткацкая мастерская
- Мастерская сахарных изделий
- Пекарня